# باتريك ثيودور
باتريك ثيودور (بالإنجليزية: Patrick Theodore)‏ (16 مايو 1996 ببريزبان في أستراليا - ) هو لاعب كرة قدم أسترالي في مركز الهجوم. لعب مع نادي بريزبان رور وBrisbane Roar FC Youth ‏.

## وصلات خارجية
- باتريك ثيودور على موقع قاعدة بيانات كرة القدم.إي يو (الإنجليزية)
- باتريك ثيودور على موقع Soccerway.com (الإنجليزية)